# Pouzauges
Pouzauges là một xã thuộc tỉnh Vendée trong vùng Pays de la Loire miền tây nước Pháp.